# Gottfried Bucholtz
Gottfried Bucholtz ( - Stockholm, 15 oktober 1726) was een Duits musicus en plaatsvervangend kapelmeester van de Zweedse hofkapel. 

## Biografie
Bucholtz behoorde waarschijnlijk een familie uit Bremen. Bucholtz komt voor het eerst als musicus voor in 1688 bij de Tyska kyrkan.
Twee jaar later, in 1690, werd hij musicus in de hofkapel als vervanger van Andreas Schultz. Op 17 mei 1704 werd hij benoemd tot plaatsvervangend kapelmeester. Op 21 mei 1689 trouwde hij met Gertrud Hårleman, de dochter van Christian Hårleman en broer van Johan Hårleman. Na de dood van Gertrud trouwde Bucholtz met Maria Magdalena de l'Homel. Zij stierf op 25 februari 1726.